# Omomiłek różnoplamy
Omomiłek różnoplamy (Metacantharis discoidea) – gatunek chrząszcza z rodziny omomiłkowatych i podrodziny Cantharinae.

## Taksonomia
Gatunek ten opisany został po raz pierwszy w 1812 roku przez Augusta Ahrensa pod nazwą Cantharis discoidea. W 1886 roku Jules Bourgeois wyznaczył go gatunkiem typowym nowego rodzaju Metacantharis.

## Morfologia
Chrząszcz o wydłużonym ciele długości od 9 do 11 mm. Głowę ma pomarańczową, zwykle z czarną plamą na ciemieniu. Przedplecze ma wypukłą krawędź przednią, szeroko zaokrąglone kąty przednie oraz lepiej zaznaczone, ale niewystające, zaokrąglone kąty tylne. Ubarwienie ma pomarańczowe, jednolite lub z czarną plamą środkową, czasem rozbitą na parę plamek. Kolor tarczki jest pomarańczowy. Pokrywy są żółtobrązowe z przyczernieniem wzdłuż szwu i na wierzchołkach, a niekiedy także wzdłuż krawędzi zewnętrznych. Powierzchnię mają krótko owłosioną. Odnóża są pomarańczowe z goleniami tylnej pary ciemniejszymi niż przedniej i środkowej, często też z czarną obrączką na wierzchołkach ud tylnej pary. U samców przednie pazurki wszystkich par odnóży są rozwidlone, u samic zaś wszystkie pazurki są niezmodyfikowane.

## Ekologia i występowanie
Owad rozmieszczony głównie od nizin do pogórzy, w góry wkraczający tylko dolinami. Związany jest z lasami iglastymi, zasiedlając ich skraje, polany i przylegające do nich łąki. Osobniki dorosłe obserwuje się od kwietnia do lipca. Żerują na pyłku i owadach. Larwy są drapieżnikami.
Gatunek palearktyczny. W Europie znany jest z Francji, Belgii, Holandii, Niemiec, Szwajcarii, Austrii, Włoch, Polski, Czech, Słowacji, Węgier, Bośni i Hercegowiny, Albanii i Grecji. W Azji notowany z Kaukazu. W Polsce obecny jest głównie na południu kraju.